# Daille
Daille je priimek več oseb:
- Jean Daillé, francoski hugenotski duhovnik
- Marius Daille, francoski general